# Nyssodrysina spreta
Nyssodrysina spreta är en skalbaggsart som först beskrevs av Bates 1864.  Nyssodrysina spreta ingår i släktet Nyssodrysina och familjen långhorningar. Inga underarter finns listade i Catalogue of Life.